# Burgstall Palmberg
Der Burgstall Palmberg ist eine abgegangene Burg in Palmberg, einem Ortsteil der Gemeinde Zangberg im Landkreis Mühldorf am Inn in Bayern.

## Geschichte
Der genaue Zeitpunkt des Baus der Burg ist unbekannt, wird aber im 11. Jahrhundert vermutet. 1326 erscheint ein Zeuge Chvnrat von Palmperch, 1352 ist Eberhart der Harskircher Besitzer von Paldenperig. Man hat deshalb angenommen, dass die Harskircher ihren Sitz zuerst in Palmberg hatten und ihn dann erst nach Zangberg verlegten. Wann die Burg niedergelegt wurde, ist nicht bekannt. An der Stelle der Burg oder des Sitzes steht die römisch-katholische Dorfkirche von Palmberg St. Peter und Paul.
Der Standort ist heute als „Burgstall des hohen Mittelalters sowie untertägige mittelalterliche und frühneuzeitliche Befunde im Bereich der katholischen Filialkirche St. Peter und Paul in Palmberg und ihres Vorgängerbaus“ in der Bayerischen Denkmalliste unter der Aktennummer D-1-7740-0255 als Bodendenkmal verzeichnet.